# Protoonkogen
Protoonkogen, c-onc (gr. προτος = pierwszy, pierwotny) – gen obecny w prawidłowej komórce, potencjalnie (lecz nie aktualnie) zdolny do wyzwolenia procesu transformacji nowotworowej. Uwarunkowana mutacją zmiana jego ekspresji sprawia, że przekształca się w onkogen, tj. gen bezpośrednio aktywujący transformację nowotworową komórki. Stanowią ok. 1% wszystkich genów.
Produkty protoonkogenów:
- czynniki wzrostu.
- białka receptorowe dla czynników wzrostu.
- białka wykazujące aktywność kinazy tyrozynowej.
- białka G związane z błoną cytoplazmatyczną.
- regulatorowe białka cytoplazmatyczne.
- białka uczestniczące w regulacji transkrypcji genów
- białka wykazujące aktywność kinazy serynowej.

W komórce występują liczne i zróżnicowane protoonkogeny, ich główne funkcje to:
- zawierają informacje dla czynników wzrostowych i ich receptorów błonowych
- kodują wewnątrzkomórkowe przekaźniki informacji związanej z procesami wzrostu i proliferacji
- kodują czynniki transkrypcyjne pobudzające proliferację i upośledzające procesy różnicowania komórki
- kodują białka regulatorowe cyklu komórkowego (cykliny i kinazy cyklinozależne), enzymy (głównie kinazy), a także czynniki kontrolujące proces apoptozy

Białka kodowane przez protoonkogeny są w prawidłowych komórkach istotne dla złożonych procesów regulacyjnych, które wyznaczają prawidłowy przebieg różnicowania i proliferacji. 
Zmiana prowadząca do przemiany protoonkogenów w onkogeny jest przede wszystkim skutkiem mutacji. Podobne następstwa może mieć translokacja chromosomalna (np. chromosom Philadelphia obecny u 90% chorych na przewlekłą białaczkę szpikową) lub amplifikacja genu (tj. jego wielokrotne skopiowanie).
| Protoonkogen                                             | Locus na chromosomie | Produkt białkowy                 |
| -------------------------------------------------------- | -------------------- | -------------------------------- |
| SIS (Simian sarcoma – mięsak małpi)                      | 22q12.3-q13.1        | PDGF                             |
| FOS (Murine Osteosarcoma - mysi kostniakomięsak)         | 14q21-q31            | czynnik regulujący transkrypcję  |
| JUN (Avian Sarcoma – mięsak ptasi)                       | 1p31-p32             | czynnik stumulujący transkrypcję |
| INT-2 (Mouse Mammary Tumor – rak sutka myszy)            | 11q13                | FGF                              |
| ABL (Abelson Murine Leucemia – mysia białaczka Abelsona) | 9q34.1               | kinaza białkowa                  |
| SRC (Rous Sarcoma – mięsak Rousa)                        | 20q12-q13            | kinaza białkowa                  |
| MYB (Myeloblastosis – białaczka mieloblastyczna)         | 6q22-q24             | czynnik wiążący DNA              |